# NGC 1313
NGC 1313 是网罟座的一個星系。它于1826年９月２７日由澳大利亚天文学家詹姆士·丹露帕发现。它具有一个突出的不均匀的形状，并且其转轴不完全围绕其中心。在NGC1313近旁有另一个星系NGC 1309。